# 米基·迪拉德
米基·安东尼·迪拉德（英語：Mickey Anthony Dillard，1958年10月15日—），美国NBA联盟前职业篮球运动员。他在1981年的NBA选秀中第3轮第9顺位被克里夫兰骑士选中。